# Тимур-бій
Тимур-бій (друга половина XV століття) — один з представників аристократії мангитів. Син Мансура й онук Едигея, очолював мангитів Великої Орди, був беклярбеком Великої Орди при хані Ахматі та його синів.

## Біографія
Є не цілком ясні вказівки, що йдуть від його онука, що Тимур-бій спочатку мешкав в східному Дешт-і-Кипчаке, а потім в результаті якогось конфлікту опинився в Астрахані. Достовірні згадки про нього починаються з Астрахані, відразу після смерті Махмуда, старшого сина ординського хана Кичи-Мухаммеда, який правив в Астрахані. Деякі дослідники на підставі цього вважають Махмуда першим астраханським ханом. Але більш ймовірним є твердження, що він правив з Астрахані Великою Ордою, точніше землями колишнього улусу Джучі, що простягалися від Волги до Дніпра. У той час як його молодший брат й спів-правитель Ахмат, правив з Сарая, що займався східною політикою.
Махмуд помер в момент, коли Ахмат в союзі з ногайскими биями Мусою й його братом Ямгурчі, а також сибірським ханом Ібака, розгромили і вбили узбецького хана Шайх-Хайдара, сина Абу-л-Хайра, який претендував на верховну владу в східному Дешт-і -Кіпчаке.
Після смерті Махмуда владу в Астрахані отримав його син Касим, там же, де беклярбеком був Тимур. Владні повноваження Касима відрізняти від повноважень його батька. Батько був (або мав можливість претендувати) ханом Великої Орди, але його законним спадкоємцем був не його син, але його молодший брат Ахмет. Якщо Тимур став беклярбеком Великої Орди ще при ханові Махмуді, то його перебування в Астрахані не варто розглядати як беклярбекство при не дуже значній постаті Касима. Так чи інакше, в Астрахані знайшли притулок онуки Абул-Хайра, племінники вбитого узбецького хана Шейх-Хайдара, — Мухаммед Шейбани і Махмуд-Султан, на чолі з їх вихователем Карачин-Бахадур (Дервіш-Хусейном, сином Кукельташа (тобто молочного брата) Абу-л-Хайра). Це послугувало причиною походу на Астрахань хана Ахмата та його ногайських союзників. Втім, до зіткнення справа не дійшла, — вигнанців завчасно попросили залишити місто, а хан Касим висловив покірність своєму дядькові Ахмату, який з цього часу став ханом Великої Орди. Після цих подій Тимур стає беклярбеком хана Ахмата.
Уже в 1470 році литовські посли приносять дари хану Ахмату й як другій особі у Великій Орді — Тимуру. У відносинах з московським великим князем (царем) Іваном III Тимур виступає або як рівний («брат»), або навіть як старший («батько»). Велике князівство Московське сплачувало йому данину, рівну данини сплачуваної ханові. Однак у 1478 році в листі турецькому султану кримський бек Ширинського елю Амінек пише, що Ахмет хоче возвеличити Тимура. Можливо це вказує на перехід Тимура до двору Ахмета, або просто встановлення більш тісного зв'язку двох перших осіб. Діючи спільно, вони істотно зміцнили, від чого розпадається держава.
Власним улусом Тимура були кочовища мангитів на лівому березі в нижній течії Дніпра, тобто в безпосередній близькості від Кримського ханства. Тимур підтримував хана в його бажанні відновити контроль над Великим князівством Московським. Він брав участь в невдалому поході Ахмата на Москву, що закінчилося стоянням на Угрі. Відповідно до загальноприйнятої версії, після повернення з Угри Ахмат розпустив всі свої війська в тому числі й Тимура. Після цього в результаті раптового нальоту ногайських біїв Муси, Ямгурчі (племінників Тимура) і сибірського хана Ібака Ахмат був убитий у своїй ставці. За деякими джерелом у цьому вбивстві взяв участь й Тимур, проте більшістю дослідників ця версія вважається помилковою.
Після смерті хана Ахмата Тимур знайшов в степу двох з його синів Муртаза й Саїд-Ахмада. Він знайшов з ними притулок у кримського хана Менглі-Гірея. В цей час у Великий Орді до влади прийшов третій син Ахмата — Шейх-Ахмад. Перебування там, в ролі гостей хана або в ролі почесних бранців, мабуть, не влаштовувало ні Тимура, ні синів Ахмата. Саїд-Ахмад й Тимур спромоглися у 1485 році втекти, а Муртаза був схоплений Менглі-Гіреєм. Зібравши в степу залишки прихильників, Саїд-Ахмад й Тимур вдерлися до Криму й звільнили Муртаза. Вони відійшли з Криму за загрозою прибуття турецького війська на допомогу Кримському ханові.
Після цього у Великої Орди троє синів Ахмата: Муртаза, Саїд-Ахмад й Шейх-Ахмад діяли як хани. Їх основним противником був кримський хан, який також претендував на спадщину Золотої Орди, але якого влаштовував й просто знищення Великої Орди, що забезпечувало його незалежність. В діях братів не було узгодженості, а їх політика деколи була на межі братської війни. Тимура, ймовірно, не влаштовувала роль беклярібека на руїнах держави. У 1486 році овдовіла дочка Тимура Нур-Султан, яка до цього була дружиною казанського хана. Вона виходить заміж за Менглі-Гірея. Можна припустити, що Тимур схилявся до союзу з Кримським ханством. Проте вже в березні 1486 року племінник Тимура Джанкувват повідомляє, що він зайняв місце Тимура при Саїд-Ахмаді. Після Тимура беклярбеком при Шейх-Ахметі деякий час був інший племінник Тимура, Хаджіко, але він невдало підтримав Муртаза у його спробі змістити Шейх-Ахмета. Після повернення Шейх-Ахмета до влади, беклярбеком став син Тимура Таваккул.